# BC Nokia
El BC Nokia es un equipo de baloncesto finlandés con sede en la ciudad de Nokia, que compite en la Korisliiga. Disputa sus partidos en el Nokian Palloiluhalli, con capacidad para 750 espectadores.

## Posiciones en Liga
| Temporada | Nivel | Liga             | Pos. | Copa de Finlandia |
| --------- | ----- | ---------------- | ---- | ----------------- |
| 2014-15   | 2     | First Division A | 1º   | -                 |
| 2015-16   | 1     | Korisliiga       | 3º   | -                 |
| 2016-17   | 1     | Korisliiga       | 7º   | -                 |
| 2017-18   | 1     | Korisliiga       | 4º   | -                 |
| 2018-19   | 1     | Korisliiga       | 8º   | -                 |

## Palmarés
- Korisliiga
  - Campeón: (1) 2024
- 1 st Division:
- Campeón: (1) 2015 - Div A

Subcampeón: (2) 2003, 2014

## Jugadores destacados
| - Nyah Jones - Jeremy McCulloch - Mikko Koivisto - Antti Nikkilä - Erkko Ojala - Marko Virtanen - Nathan Hayes - Baboucarr Bojang - Nikos Papadakis - Ahmed Tijjani - Vladimir Colic - Nikola Jeftic | - Nemanja Karalic - Petar Sparovic - Mike Anderson - Derek Brown - Anthony Cade - Titus Channer - Josh Clyburn - Dominique Coleman - Matt Cooper - Derrick Crayton - Matt Dlouhy - Marcus Grant | - Nate Green - Larry Hall - Matt Heldman - Jason Holmes - Reggie Jessie - Andre Jones - Anthony Jones - Jamal Marshall - Brian Moultrie - Nicholas Pederson - Makeba Perry - Siesta Pettiford | - Darecko Rawlins - DeWayne Richardson - Vandale Thomas - Jay Threatt - Darren Townes - Eddie Washington - Breyohn Watson - Kraidon Woods - Andre Foreman - García Hopkins - Gerald January |